# روي فرانكلين
روي فرانكلين (بالإنجليزية: Roy Franklin)‏ هو لاعب كرة قدم أسترالية أسترالي، ولد في 25 ديسمبر 1892، وتوفي في 25 يوليو 1950.

## وصلات خارجية
- روي فرانكلين على موقع AustralianFootball.com (الإنجليزية)
- روي فرانكلين على موقع AFLtables.com (الإنجليزية)